# 범상어 어뢰
범상어 어뢰 (일명 흑상어)는 2016년에 개발예정인 대한민국 해군의 21인치(533mm)중어뢰로서 2012년 제59회 방위산업추진위원회에서 발표가 되었으며 8월에 입찰공고,10월에 제안서 평가를 한 뒤 12월부터 본격적인 착수가 이루어졌다.2016년 개발완료예정이며 2017년까지 700억원의 예산이 들어간다.
범상어 어뢰는 기존의 백상어 어뢰가 35노트의 속도를 내는데 비해 무려 60노트의 속도를 낼 수 있어 적의 핵잠수함도 추적이 가능하다. 또한 백상어 어뢰에 비해 파괴력도 향상되었으며 웨이크 호밍(Wake-Horming)유도 방식을 이용해 적 수상함정의 항적을 추적할 수 있다.
현재 대한민국 해군이 운용중인 손원일급 잠수함뿐만 아니라 개발중인 KSS-III에도 탑재할 예정이다.

## DM2A4
독일이 2000년대에 SUT중어뢰를 대체하기 위해 개발한 신형 중어뢰이며 사거리 50km에 50노트의 속도를 낼 수 있고 214급 잠수함에 탑재가 가능하다.원래 대한민국 해군이 손원일급 잠수함도입과 함께 이 어뢰를 도입할 수 있었으나 차기 중어뢰 개발로 인해 계획이 틀어지게 된다.

## 같이 보기
- 백상어 어뢰